# Collemiers
Collemiers är en kommun i departementet Yonne i regionen Bourgogne-Franche-Comté i norra Frankrike. Kommunen ligger i kantonen Sens-Ouest som tillhör arrondissementet Sens. År 2022 hade Collemiers 661 invånare.

## Befolkningsutveckling
Antalet invånare i kommunen Collemiers
| Referens: INSEE |